# ISO 3166-2:KY
ISO 3166-2:KY – kody ISO 3166-2 dla Kajmanów.
Kody ISO 3166-2 to część standardu ISO 3166 publikowanego przez Międzynarodową Organizację Normalizacyjną. Kody te są przypisywane głównym jednostkom podziału administracyjnego, takim jak np. województwa czy stany, każdego kraju posiadającego kod w standardzie ISO 3166-1. 
Aktualnie (2017) dla Kajmanów nie zdefiniowano kodów dla podjednostek administracyjnych, a Wyspy Heard i McDonalda, pomimo że są brytyjskim terytorium zamorskim (terytorium zależnym), nie posiadają kodu ISO 3166-2:GB wynikającego z podziału terytorialnego Wielkiej Brytanii. 